# Одеська соборна мечеть
Одеська соборна мечеть — перша соборна мечеть міста Одеса, що будується за адресою: вулиця Балківська, 128.

## Історія
3 вересня 2021 року в Одесі на місці, де раніше знаходився молитовний будинок мусульманської громади, розпочалося будівництво нової Соборної мечеті. Захід мав урочистий характер та відбувався за участю Муфтія України Ахмеда Таміма, представників державної влади та дипломатичного корпусу.
Мусульманська громада Одеси одна з найчисленніших в Україні і при цьому вона понад 20 років не мала культової споруди, яка могла б повністю забезпечити комфортну реалізацію релігійних потреб.
На урочисту церемонію прийшли представники влади, а також представники мусульманських країн — посол Індонезії Юдді Кріснанді, посол Іраку Бакір Ахмад Азіз аль-Джаф та посол Ірану Манучехр Мораді.
Відвідали мусульманське свято також представники християнських церков. За словами священика Української греко-католицької церкви отця Ігоря, мусульмани та християни — діти одного отця Авраама.

## Архітектура
Мечеть буде вміщувати понад тисячу вірян. Соборна мечеть нагадуватиме за архітектурною формою мечеть Аль-Масджид ан-Набаві в Медині. Мечеть буде з двома мінаретами.